# Petra Beňušková
Petra Benuskova, née le 7 février 1982 à Partizánske, est une handballeuse internationale slovaque évoluant au poste de demi-centre.

## Biographie

### En club
En 2014, elle s'engage à la Stella Saint-Maur, mais ne s'intègre pas à l'équipe et ne réalise pas une bonne saison.

### En sélection
Avec la sélection slovaque, Petra Benuskova participe au championnat d'Europe 2014 se déroulant en Hongrie et Croatie.

## Palmarès
DHK Banik Most
- Vainqueur de la coupe Challenge en 2013